# Liste der Einträge im National Register of Historic Places im La Salle County (Texas)
Die Liste der Registered Historic Places im La Salle County führt alle Bauwerke und historischen Stätten im texanischen La Salle County auf, die in das National Register of Historic Places aufgenommen wurden.

## Aktuelle Einträge
| Lfd. Nr. | Name im NRHP               | Bild | Datum der Eintragung | Adresse/Lage          | Ort     | NRHP-ID  | Beschreibung |
| -------- | -------------------------- | ---- | -------------------- | --------------------- | ------- | -------- | ------------ |
| 1        | La Salle County Courthouse |      | 11. Juli 2007        | 101 Courthouse Square | Cotulla | 07000690 |              |